# Pistolet d'abattage

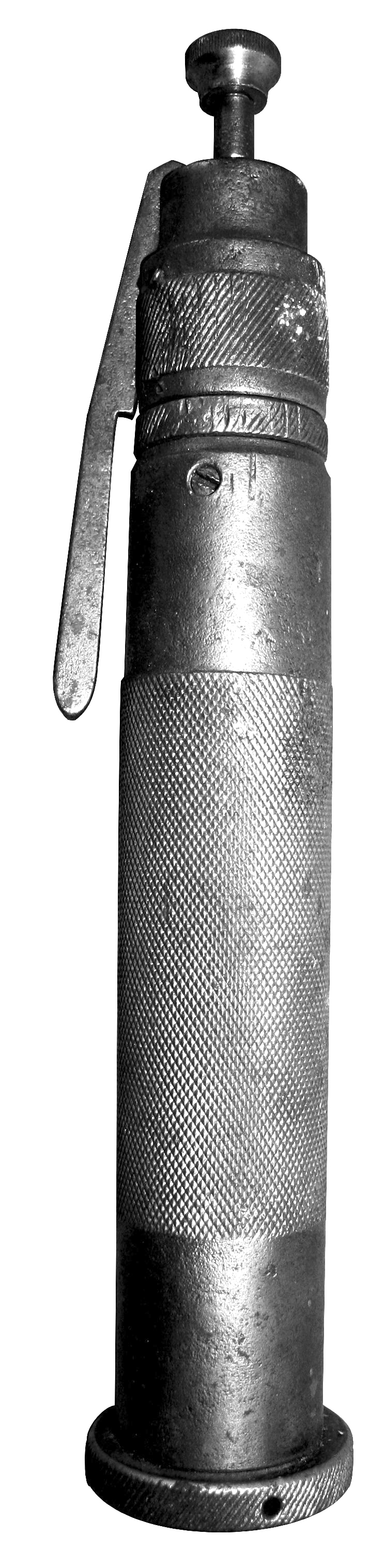
Un pistolet d'abattage à projectile captif.

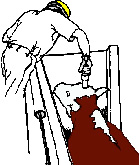
Maniement du pistolet d'abattage (courtesy Dr Temple Grandin).

Le pistolet d'abattage, aussi appelé pistolet à projectile captif ou pistolet à tige perforante captive, est un outil d'étourdissement utilisé dans les abattoirs, destiné à assommer les gros animaux de boucherie (porcs, bovins, chevaux) avant l'égorgement, lors du processus de l'abattage. Par abus de langage, le matador est popularisé comme un nom usuel, mais emprunté à une gamme de produit de marque.  Créé en 1903 en Bavière, il a commencé à être utilisé systématiquement dès les années 1930 et depuis le décret du 16 avril 1964 en France, est la règle pour étourdir bovins et équidés, remplaçant le « merlin anglais » à l'efficacité trop aléatoire.

## Types de pistolet d'abattage et fonctionnement
Il existe trois grands types de pistolet d'abattage : 
- pistolet à projectile captif non perforant : le projectile est un piston appelé « cheville ». Il est propulsé hors de la poignée cylindrique par de l'air comprimé ou l'explosion d'une charge de poudre (contenue dans une cartouche à blanc). La cheville frappe le crâne de l'animal, l'étourdit, mais ne le perfore pas. Captive, elle revient dans son logement sous l'effet d'un puissant ressort.
- pistolet à projectile captif perforant : le projectile pénètre dans le crâne (processus analogue au marteau cloueur) et détruit une partie du cerveau.
- pistolet à projectile non captif perforant : le projectile fonctionne à peu près comme un pistolet classique chargé avec une balle.

Pour ces outils, une sécurité n'autorise (en principe) le déclenchement que lorsque la face vulnérante du pistolet est en contact avec une surface dure.

## Apparition dans des œuvres de fiction
Les annales de médecine légale montrent que l'utilisation détournée du pistolet d'abattage a pu en faire une arme, ce qu'on retrouve dans les œuvres de fiction. 
Ainsi dans la série Bones, saison 1, épisode 22 (2006), appelé  The Woman in Limbo (intitulé « Passé composé » dans la version française), le Dr Temperance Brennan du Jeffersonian Institute Forensic Sciences Department est amenée à identifier un squelette dont la voûte crânienne porte une trace d'impact. L'enquête la mène, avec son partenaire Seeley Booth, agent spécial du F.B.I., dans un élevage de porcs...
Dans le roman Non, ce pays n'est pas pour le vieil homme (2005) de Cormac McCarthy et son adaptation au cinéma No Country for Old Men (2007) par les frères Coen, le tueur psychopathe, Anton Chigurh, utilise un pistolet d'abattage (associé à une bouteille d'air comprimé) pour faire sauter les barillets des serrures ; il s'en sert aussi, quand il n'a pas son fusil à silencieux, pour tuer.
Le scénario du film Benny's Video de Michael Haneke tourne autour d'un acte commis avec un pistolet d'abattage.
Dans un épisode de Les Simpson intitulé Une adresse chic, un envoyé d'un collège chic, où Bart et Lisa Simpson se sont frauduleusement inscrits, utilise le même pistolet à air comprimé pour faire sauter la serrure du pied-à-terre que leur père a loué dans les beaux quartiers, et vérifier que les enfants habitent bien là.
Dans la série Fear the Walking Dead, saison 1, épisode 5, le pistolet à projectile captif est utilisé dans le but d'éliminer définitivement les morts avant qu'ils ne reviennent à la vie.
Dans la série « The Followers » saison 1, épisode 2, le pistolet à projectile est utilisé par « La Charcuteuse » pour commettre la plupart de ses meurtres.
Dans la série Demain nous appartient, le pistolet est utilisé par le tueur en série surnommé "le tueur d'Argenteuil" qui terrorise Sète et ses habitants.
Dans Les experts : Miami, saison 7, épisode 13, "Hors course", la victime principale est tuée avec un pistolet à boulon captif alors qu'elle regardait une course de chevaux depuis le salon VIP.